# Mahathi
Mahathi. S  (Tamil: மஹதி; n. Chennai el 15 de febrero de 1985) es una cantante de música clásica y layvack india. Intérprete de temas musicales cantados en Tamil. Ella surgió de un concurso de canto de 'A Grade' (Carnatic Classical Vocal) de All India Radio. Además ha sido denominada como la nueva artista más jóvenes de su generación.

## Carrera
Mahathi comenzó identificando la música Carnatic Ragas a la edad de 1 año y medio. Su talento fue identificado por sus padres durante un concierto, su padre ofreció una presentación en un templo de Palakkad. Sus padres apoyaron su talento mediante la enseñanza, cada vez que escuchaban la música Ragas. Cuando tenía 2 años y medio de edad, ella fue capaz de identificar alrededor de 75 Carnatic Ragas. Solo para poner a prueba su talento, su padre mezclaba la música Carnatic swaras, pero Mahathi no dejó de identificar los swaras exactamente como los Ragas. 
Cuando tenía 3 años de edad llegó a Chennai con su madre, para participar en un concurso de canto en diciembre de 1988. En el concierto de Mandolin U. Srinivas, organizado en los Mylapore de Bellas Artes, el 25 de diciembre, Mahathi, sentada a lado de su madre guardaba, allí identificó la música Ragas que fueron interpretados por los músicos en el escenario. El secretario de la Sabha, que estaba sentado al lado de su madre organizó una demostración en vivo, los talentos de los niños, poco tiempo después del elemento principal del concierto. Mahathi, sin la menor vacilación, identificó todos los Ragas y cautivó a la audiencia. Este incidente apareció en todos los periódicos más importantes de su época. 
Mahathi se sometió a una formación musical inicial de sus padres. Cuando la familia de Mahathi se trasladó a Trichur, la pusieron bajo la guía de Sri. Mangad K. Natesan. Mahathi se sometió a un entrenamiento musical avanzado bajo la tutela de Sri OS Thiagarajan, Padmabhushan Chevalier Dr.M. Balamuralikrishna y Padmabhushan TN Seshagopalan. 
Ha sido galardonada con una beca de Música Clásica, de la Administración General del Estado de la India en 1994 En Trichur comenzó a grabar varios casetes devocionales.

## Discografía

### Álbumes devocionales
- Aasai Mugam[1]
- Nalam Tharum Narasimhar[2]
- Thiru Arutpa[3]
- Arul Tharum Sri Thanumalayan[4]
- Sri Maha Pratyangira[5]
- Sri Sai Natha[6]
- Kollur Sri Mookambika[7]
- Swagatham Krishna[8]
- Aboorva Nayaki
- Divine Gems

### Canciones en el cine
Notable Songs (Tamil)
| Canción                   | Película                        | Director musical    |
| ------------------------- | ------------------------------- | ------------------- |
| Enna Maranthalum          | Kaadhal Jaathi                  | Ilayaraja           |
| Aiyyayo Pidichirukku      | Saamy                           | Harris Jayaraj      |
| Puyaley Puyaley           | Kovil                           | Harris Jayaraj      |
| Nee vendum                | Varnajaalam                     | Vidyasagar          |
| Kaadhalikkum              | Chellamae                       | Harris Jayaraj      |
| Thottuputtan              | Nee Venunda Chellam             | Dhina               |
| Vellaikkara Mutham        | Chellamae                       | Harris Jayaraj      |
| Pengal                    | Achacho                         | M.K.S. Narula Khan  |
| Bayla Baylamo             | Kumaran                         | Harris Jayaraj      |
| Yammadi Aathaadi          | Vallavan                        | Yuvan Shankar Raja  |
| Mudhal Mazhai             | Bheema                          | Harris Jayaraj      |
| Appa Amma                 | Dreams                          | Bharadwaj           |
| Ennil Ennil               | Parijatham                      | Dharan              |
| Kann Simittum             | Uyir                            | Joshua Sridhar      |
| Innisai                   | Varalaru                        | A. R. Rahman        |
| Kannai Thirandu           | Ullam                           | Yuvan Shankar Raja  |
| Namma Ooru                | Seval                           | G. V. Prakash Kumar |
| Engae Engae               | ABCD                            | D. Imman            |
| Vaa Nila                  | Naan Aval Adhu                  | R. P. Patnaik       |
| Nenjae Nenjae             | Ayan                            | Harris Jayaraj      |
| Uyar Thiru                | Kandha                          | Shakti R Selva      |
| Unnai Kanda               | Alaral                          | Jai Sudhakar        |
| Monalisa                  | Thirudiya Idhayathai            | Bharani             |
| Nilavinil Dhinam          | Alaral                          | Jai Sudhakar        |
| Galagalagalappa           | Oru Kadhalan Oru Kadhali        | Bharani             |
| Thee Illai                | Engeyum Kadhal                  | Harris Jayaraj      |
| Unnai Unnai               | Vellore Maavattam               | Sundar C Babu       |
| Paravai Parakkum          | Anbulla Maanvizhiye             | Aravind Sriram      |
| Muthu Muthu               | Nellu                           | S S Kumaran         |
| Idhuvaria Idhuvarai       | Potta Potti                     | Arul Dev            |
| Neduvaali                 | Osthe                           | S. Thaman           |
| Ennavo Nenjiley           | Kadhal Padhai                   | S S Kumaran         |
| Mazhaye Mazhaye           | Aarhan kaaval                   | Sanjeev Kumar       |
| Vaanam Yeno Indru         | Unnadhamaanavan                 | Srikanth Deva       |
| Devathai Neethaan         | Mazhaikalam                     | Premanandh          |
| Kandravi Kaadhal Paaru    | Meenkothi                       | Dhina               |
| Naan Poondhamalli         | Thadaiyara Thaakka              | Thaman              |
| Ondraagha                 | Charulatha                      | Sundar C Babu       |
| Lollu Dhada Parak Parak   | Lollu Dhada Parak Parak         | Mansooralikhan      |
| Yennai Yennai             | Vetri Selvan                    | Mani Sharma         |
| Veyile Veyile – Siru Siru | Nagarpuram                      | Aruldev             |
| Nee Raangikaari           | Killadi                         | Srikanth Deva       |
| Nelavukkum Naanam         | Theriyaama Unna Kaadhalichitten | PR Srinath          |

Notables canciones (Telugu)
| Canción                   | Película                     | Director musical |
| ------------------------- | ---------------------------- | ---------------- |
| Paruvapu Vaana            | Bheema                       | Harris Jayaraj   |
| Maja Maja                 | Maharadhi                    | Guru Kiran       |
| He Chara                  | Nenu Thane Aame              | R. P. Patnaik    |
| Joo Joo                   | Samrajyam                    | Deva             |
| Gutlovindi                | Sye                          | M.M. Keeravani   |
| Donga Donga               | Naidu LLB                    | S. A. Rajkumar   |
| Pettadey Oh Muddu         | Prema Chadarangam            | Harris Jayaraj   |
| Rukku Rukku               | Chanti New                   | Sri              |
| Venditeralo Bulliteralo   | Prema Chadarangam            | Harris Jayaraj   |
| Segaledhu Pogaledhu       | Ninnu Chusthe Love Vasthundi | Harris Jayaraj   |
| Idharaa                   | Charulatha                   | Sundar C Babu    |
| Yamini Yamini             | Bet                          | Deva             |
| Veluge Veluge – Ciru Ciru | Nagarapuram                  | Aruldev          |
| Lasku Tapa                | Legend                       | Devi Sri Prasad  |
| Seetha Kalyanam           | Raa Raa Krishnaiyaa          | Achu             |

Notables canciones ([Malayalam]])
| Canción         | Película   | Director musical |
| --------------- | ---------- | ---------------- |
| Onnai Mulaikkum | Charulatha | Sundar C Babu    |

Notables canciones (Kannada)
| Canción     | Película   | Director musical |
| ----------- | ---------- | ---------------- |
| Hello ondu  | Kempa      | Gurukiran        |
| Bissi Bissi | Gun        | Ronnie Raphael   |
| Oh Kandhaa  | Charulatha | Sundar C Babu    |

### Jingles
Mahathi has sung innumerable number of jingles for advertisements, the most popular ones being:
| Canción                     | Director musical |
| --------------------------- | ---------------- |
| Pothys                      | Karthik Raja     |
| Chennai Silks               | D. Imman         |
| Saravana Stores             | D. Imman         |
| Kadhir Fabrics              |                  |
| Khazana Jewellery           |                  |
| Aroor Moora and Sons        | Kannan           |
| Saravana Stores Gold Palace | Kannan           |
| Madurai Rajmahal Silks      |                  |
| Aachi Masala                |                  |
| Jeyam Pulses                |                  |
| RMKV Silks                  |                  |
| Bindu Appalam               |                  |
| Sathya Home Appliances      |                  |
| A V R Swarna Mahal          |                  |

### Canciones de series de televisión
| Serie                   | Director musical | Canal      |
| ----------------------- | ---------------- | ---------- |
| Rekkai kattiya Manasu   | K. Balachander   | Raj TV     |
| Thulasi                 | Rehan            | Zee Tamil  |
| Priyamudan K B          | K. Balachander   | Star Vijay |
| Makkal Arangam          | Rajesh Vaidya    | Jaya TV    |
| Ethir Neechal           | K. Balachander   | Jaya TV    |
| Miss and Mrs Title song | Saravanan        | Jaya TV    |

## Tours y actuaciones
- Toured all over Malaysia and Singapore for classical concerts in 2002.
- Toured Burma (Myanmar) for Star Night Shows with Sri. Gangai Amaran and Sri. Malaysia Vasudevan in 2002.
- Performed for Boy's Boom Boom night with Singers Vasundhara Das, Manikka Vinayagam, Tippu, Karthik, Malathi Lakshman etc. at Colombo
- Toured London, Colombo, Kandy for light music and classical concerts in 2004.
- Toured Germany, Sweden, Norway and Denmark for concerts and shows in 2005.
- Toured Dubái and Bahrain for Asianet Onam Festival Shows(Malayalam) in 2006.
- Toured Australia (Melbourne & Sydney) with Dr. kJ Yesudas & Smt.Sujatha Mohan in October 2006. Performed at the concert hall in Sydney Opera House. This Performance is the first Tamil show at the Sydney Opera House.
- Performed for the Enfield Nagabooshani Amman temple, London with Sri. Harish Raghavendra in March 2008.
- Performed at the Sharjah Cricket Association Stadium with Deva (music director) for a star nite show in February 2008.
- Performed a live concert for the Tamil new year at Colombo for the Sri Lankan Government Tamil Channel Roopavahini.
- Toured all over the United States in May – June 2010 for Concerts and Shows.
- Toured UK for concerts in November 2010.
- Performed for the Kuwait Tamil Sangam in May 2011.
- Performed a Live Concert with Dr K. J. Yesudas at Kuala Lumpur for Astro Vanavil Channel.
- Toured all over the United States in October – November 2012 for concerts and shows along with playback singers Harish Raghavendra and Sathya Prakash.
- Performed at The 4th Tamil Trinity Festival, Melbourne in March 2013.
- Performed a fusion concert with Rajhesh Vaidhya and Stephen Devassy at London and Toronto in March 2013.

## Premios

### Como cantante de playback
- 1996: All Kerala ICSE Award for light music
- 2003: Sensational Debut Singer award from Variety film awards Saamy
- 2003: Best Singer Award form Ajantha Arts Academy for Saamy
- 2003: Best Debut Singer Award form M.G.R. – Sivaji Arts Academy for Saamy
- 2008: Tamil Nadu State Film Award for Best Female Playback – "Naeraa Varattuma" – Nenjathai Killadhe
- 2008: Best Playback Singer for "Mudhal Mazhai" from Bheema by Jaya TV
- 2008: ITFA Best Female Playback Award – "Mudhal Mazhai" – Bheema[9]
- 2009: Best Female Playback Singer Award from Isai Aruvi Tamil Music Awards
- 2011: V4 Entertainers Award for the song "Neduvaali" from Osthe

### Como voz carnatic
- 2001: All Kerala State Award for Carnatic Music
- 2001: Bala Bhaskara Award for excellence in Carnatic Music
- Innisai Ilayavani – Vani Vilas Sabha, Kumbakonnam
- 2005: Best Performer Award – Sri Parthasarathy Swami Sabha, Chennai
- 2006: Best Young Vocalist Award (For Raaga Aalaapana) – Madras Music Academy, Chennai
- 2008: Youth Excellence Award in the field of Carnatic Music – Maharajapuram Vishwanatha Iyer Trust
- 2010: P. K. Chari Endowment Prize for the Best Concert of Gokulashtami Series of the year from Sri Krishna Gana Sabha, Chennai.
- 2011: Yuva Kala Bharathi title for Outstanding Achievement in the field of Carnatic Music from Bharat Kalachar, Chennai.

### Otros
- "The Chord Wizard" title from WE (Women Exclusive) Magazine, Chennai, India.[10]